# Бёрдик, Квентин
Кве́нтин Но́ртруп Бёрдик (англ. Quentin Northrup Burdick; 19 июня 1908 года, Мьюник — 8 сентября 1992 года, Фарго) — американский юрист и политик. Член Демократической партии Северной Дакоты. Член Палаты представителей США (1959—1960) и сенатор США (1960—1992) от Северной Дакоты.

## Ранняя жизнь и образование
Родился в Мьюнике и был первенцем в семье из троих детей Ашера Ллойда Бердика и Эммы Сесилии Робертсон. Его отец, Ашер Ллойд Бёрдик, был потомственным фермером и политиком-республиканцем, занимавшим посты вице-губернатора Северной Дакоты (1911-1913) и конгрессмена от Северной Дакоты (1935-1959). Его мать, Эмма Сесилии Робертсон (урождённая), была дочерью первого белого поселенца в Северной Дакоте, обосновавшегося здесь западнее Парк-Ривера. 
В 1910 году он переехал со своей семьей в Уиллистон, где его отец занимался сельским хозяйством и юридической практикой. В детстве ему нравилось гонять диких пони на ранчо своего отца. Он посещал местные школы и в 1926 году окончил среднюю школу Уиллистона, где он был президентом класса и капитаном футбольной команды.
После окончания школы он поступил в Университет Миннесоты, окончив который в 1931 году, получил степень бакалавра искусств. Во время учёбы он играл в университетской футбольной команде на позиции блокирующего у Бронко Нагурски и был президентом студенческого братства Sigma Nu. Он получил травму колена в футболе, которая дисквалифицировала его с военной службы во время Второй Мировой войны. В 1932 году он получил степень юриста в Юридической школе Университета Миннесоты и был принят в коллегию адвокатов.

## Начало карьеры
Он присоединился к юридической фирме своего отца в Фарго по консультации фермеров, которым в годы Великой депрессии угрожало лишение права выкупа. Позже он вспоминал: «Я думаю, что в те тяжелые дни у меня проснулось общественное сознание, и с тех пор у меня появилось желание работать над улучшением условий жизни людей». 
Как и его отец, он стал активным политиком и присоединился к Беспартийной лиге — популистской прогрессивной группе, которая была в союзе с Республиканской партией США. Как кандидат от лиги, он безуспешно баллотировался на пост генерального прокурора штата в 1934 и 1940 годах, сенатора штата от округа Касс в 1936 году и вице-губернатора в 1942 году.
Он полагал, что лига разделяет голоса прогрессивных избирателей штата и начал выступать за её объединение с Демократической партией США. В 1946 году он баллотировался на пост губернатора Северной Дакоты как демократ, но снова потерпел неудачу. Он был доверенным лицом 33-го Вице-президента США Генри Уоллеса, который баллотировался от Прогрессивной партии на президентских выборах 1948 года.
Несмотря на объединение в 1956 году лиги с Демократической партией США, он потерпел свое шестое и последнее поражение на выборах от действующего республиканца Милтона Янга, когда баллотировался в Сенат США.

## Карьера в Конгрессе

### Палата представителей США
Весной 1958 года его кандидатура была предложена теряющим популярность отцом на переизбрание в Палату представителей США от единого округа Северной Дакоты, от которого тот неоднократно избирался. В апреле он получил одобрение лиги и в ноябре 1959 года был избран от этого округа. Он был первым кандидатом от Демократической партии США, избранным в Палату от Северной Дакоты.
Во время своего пребывания в Палате он был членом Комитета по природным ресурсам, где продвигал проект отвода из Гаррисона для обеспечения водой из реки Миссури. Он получил высокие оценки от организации «Американцы за демократические действия» и лейбористов. В своей первой речи в Палате, не скрывая своего отрицательного отношения к фермерской политике администрации Эйзенхауэра, он призвал к отставке министра сельского хозяйства США Эзры Бенсона.

### Сенат США

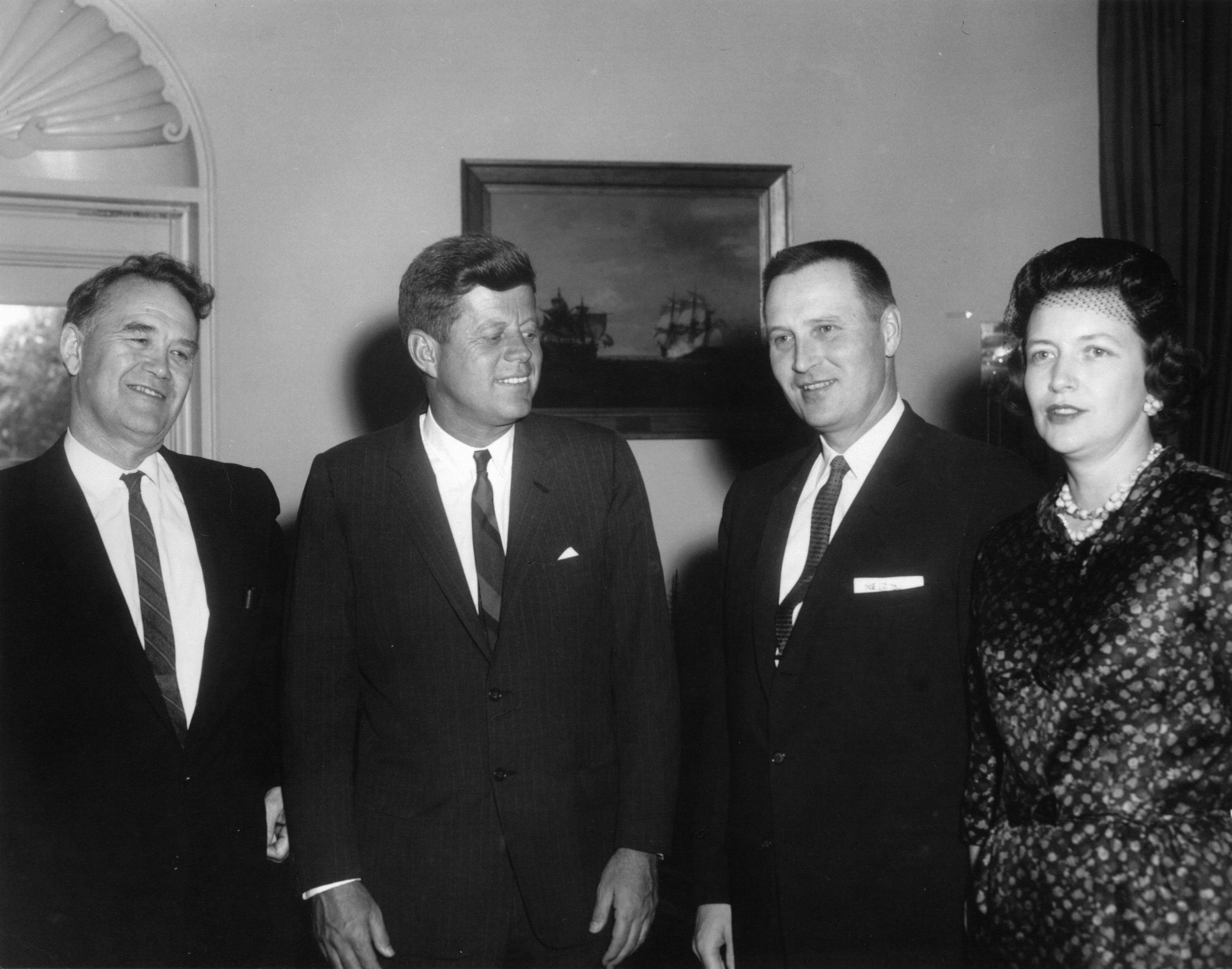
С Президентом США Джоном Кеннеди и 26-м губернатором Северной Дакоты Уильямом Гаем в Овальном кабинете. 1961 год.

28 июня 1960 года он баллотировался на дополнительных выборах , чтобы заполнить оставшиеся четыре с половиной года срока полномочий умершего сенатора Уильяма Лэнджера. Его оппонентом на выборах от республиканцев был 25-й губернатор Северной Дакоты Джон Дэвис. Во время предвыборной кампании он получил сильную поддержку от Национального союза фермеров. Он призвал к поддержке высоких цен и строгому контролю за производством зерна с большим избытком. Антиправительственный лозунг его предвыборной кампании «Победи Бенсона с помощью Бёрдика» стремился подчеркнуть непопулярность федеральных мер среди фермеров штата, выращивающих пшеницу. Он с небольшим отрывом победил с перевесом в 1 118 голосов.
8 августа 1960 года Бердик сложил с себя полномочия конгрессмена и вступил в должность сенатора США. В 1964 году он был переизбран на новый срок со значительным преимуществом 39 583 голосов, победив республиканца Томаса Клэппе, которого победил и на выборах в 1970 году с подавляющим преимуществом в 51 523 голосов.
Он продолжал переизбираться в 1976, 1982, набирая подавляющее преимущество в 72 306, 75569 голосов, соответственно. Его республиканскими оппонентами на этих выборах были Роберт Струп и Джин Норр. На выборах 1988 года его растущие итоговые результаты заметно снизились по сравнению с прошлыми выдвижениями и он набирал уже 58 962 голосов. Его республиканским оппонентом на этот раз стал Эрл Стринден.
В 1987 году он стал председателем Сенатского комитета по окружающей среде и общественным работам.
Он был автором закона о увеличении ежегодных выплат для чиновников Правительства США, закона о чрезвычайной помощи населению в связи с засухой, закона праве подавать судебные иски трём племенам резервации Форт-Бертольдо возмещении ущерба за задержку оплаты земель, закона о помощи Хуану Эстебану Рамиресу, закона о консолидации земель в Индии, закона 1987 года о качестве воды, закона 1987 года о борьбе с загрязнением пластиком, закона о присвоении почтовому отделению-зданию суда в Ратленде имени Роберта Стэффорда, закона о запрете включения новых земель в «Найф-Ривер», закона 1990 года о развитии водных ресурсов, закона об экологическом образовании, закона по неотложным проблемам по очистке окружающей среды. Очень часто он был автором инициатив, сводившихся к утверждению совместных резолюций и внесений изменений в законы. Например, совместная резолюция об объявлении Президентом США «национальной недели семьи» была им предложена и утверждена десять раз. Один раз он был автором совместной резолюции о «национальной неделе информирования о здоровье в сельских районах», прошедшей также утверждение. Поправки он вносил в разделы 5 и 28 Кодекса США, в требование о суде в составе трёх судей в определённых случаях и для других целей, к законам 1974 и 1980 годов о помощи в случае стихийных бедствий, к закону о предоставлении устава Всеобщей федерации женских клубов, к закону 1974 года о финансировании Индии.. 
.
За всю историю появлений в Сенате он крайне редко избегал поимённых голосований. Он пропустил 723 из 12 644 из них, что составило 5.7 %.
Он получил прозвище «король свинины» за сосредоточение почти всех своих законодательных усилий на привлечении федеральных средств в Северную Дакоту, которая была сельской, бедной и менее развитой, чем многие другие штаты.

## Смерть
К концу своей жизни он испытывал проблемы со здоровьем и неоднократно госпитализировался по поводу проблем с сердцем. В конце его пребывания в должности, несмотря на его собственные планы идти на переизбрание в 1994 году, 76 % жителей Северной Дакоты считали, что он должен уйти со своего поста. 8 сентября 1992 года, находясь на лечении в больнице Святого Луки в Фарго, он скончался от сердечной недостаточности в возрасте 84 лет. 
На момент своей смерти он был третьим по продолжительности сенатором (после Строма Термонда и Роберта Бёрда) среди нынешних членов Сената США.
После его смерти вдова Джоселин Бердик была назначена 29-м губернатором Северной Дакоты Джорджем Синнером на оставшийся срок полномочий до проведения дополнительных выборов.

## Память
В его честь названа западная часть кампуса Университета Северной Дакоты в Гранд-Форкс и несколько финансируемых из федерального бюджета зданий в Фарго.

## Личная жизнь
В 1933 году он женился на Мариетте Янеки (умерла в 1958 году), от которой родились три дочери.
В июле 1960 года он женился на Джослин Бёрк. Вместе у пары родился сын Гейдж, погибший в 1978 году в результате несчастного случая с ленточной шлифовальной машиной..
Он также был братом Юджина Бёрдика, который был судьёй 5-го судебного округа Северной Дакоты (1953—1978). 
Его сестра Розмари была замужем за Робертом Леверингом, который был конгрессменом США от 17 округа Огайо (1959—1961).